# Paudorf
Paudorf là một thị xã thuộc huyện Krems-Land trong bang Niederösterreich. 